# 岡山県道255号仁堀中御津線
岡山県道255号仁堀中御津線（おかやまけんどう255ごう にぼりなかみつせん）は、岡山県赤磐市から岡山市北区に至る一般県道である。

## 概要
岡山県赤磐市仁堀中と岡山市北区御津伊田を結ぶ。

### 路線データ
- 起点：岡山県赤磐市仁堀中（国道484号上、岡山県道27号岡山吉井線終点）
- 終点：岡山県岡山市北区御津伊田（丹後橋交差点、岡山県道53号御津佐伯線交点）
- 総延長：約11.9 km
- 実延長：約10.3 km

## 路線状況

### 重複区間
- 国道484号（赤磐市仁堀中（起点） - 赤磐市仁堀西）

## 地理

### 通過する自治体
- 赤磐市
- 岡山市（北区）

### 交差する道路
| 交差する道路                                  | 市町村名 | 市町村名 | 交差する場所 | 交差する場所        |
| --------------------------------------------- | -------- | -------- | ------------ | ------------------- |
| 国道484号 重複区間起点 岡山県道27号岡山吉井線 | 赤磐市   | 赤磐市   | 仁堀中       | 起点                |
| 岡山県道52号勝央仁堀中線                      | 赤磐市   | 赤磐市   | 仁堀中       |                     |
| 国道484号 重複区間終点                        | 赤磐市   | 赤磐市   | 仁堀西       |                     |
| 岡山県道364号矢知赤坂線                       | 岡山市   | 北区     | 御津矢知     |                     |
| 岡山県道468号平岡小鎌線                       | 岡山市   | 北区     | 御津平岡西   |                     |
| 岡山県道53号御津佐伯線                        | 岡山市   | 北区     | 御津伊田     | 丹後橋交差点 / 終点 |

### 沿線
- 赤磐警察署 仁堀駐在所
- 赤磐市立仁美小学校
- 岡山市立五城小学校